# La malavita attacca... la polizia risponde!
La malavita attacca... la polizia risponde! è un film poliziottesco del 1977, diretto da Mario Caiano.

## Trama
Il professor Salviati, detto il Principe, boss della mafia, torna a Roma dopo un periodo passato in Svizzera e trova i suoi affari in parte compromessi da Rudy, un bandito locale molto ambizioso e presuntuoso e facile all'omicidio. Tra i due litiganti si inserisce il commissario Baldi funzionario giovane e coraggioso, che tra l'altro si avvale della consulenza di un ex collega, Rampelli.
Infatti, grazie all'ex poliziotto che però paga la sua collaborazione con la vita, Baldi riprende in mano un caso rimasto insoluto: l'omicidio di tre boss in una casa affittata da Mario Olivieri, a sua volta in seguito scomparso. Il commissario, avendo scoperto trattarsi di un dipendente di Salviati, avvicina Laura, la giovane figlia paralitica di Olivieri, mantenuta paternamente da Salviati. Grazie all'amicizia fatta con la ragazza, Baldi riesce ad eliminare il professore, dopo che questi aveva ucciso Rudy.

## Distribuzione
Distribuito nei cinema italiani il 24 agosto 1977, La malavita attacca... la polizia risponde! ha incassato complessivamente 692.879.780 di lire dell'epoca.